# Карл фон Дитрихщайн
Карл Йохан Баптист Валтер Зигисмунд Ернест Непомук Алоис фон Дитрихщайн-Николсбург (на немски: Karl Johann Baptist Walther Sigismund Ernest Nepomuk Alois von Dietrichstein; * 27 юни 1728, дворец Микулов, Моравия; † 25 май 1808, Виена) е 7. имперски княз на Дитрихщайн-Николсбург в Каринтия и Моравия. Той е граф на Прошков, собственик на господството Николсбург в Моравия, от 1802 г. също граф на Лесли (като наследник на Антон Лесли), собственик на господството Ной-Равенсбург вместо на графството Тарасп.

## Живот
Той е син на 6. (5.) княз Карл Максимилиан фон Дитрихщайн (1702 – 1784), децата му имат титлата „фон Дитрихщайн-Прошков/Прозкау“, и съпругата му графиня Мария Анна Йозефа фон Кевенхюлер (1705 – 1764), дъщеря на граф Зигмунд Фридрих фон Кевенхюлер (1666 – 1742) и графиня Ернестина Урсула Леополдина фон Орсини и Розенберг (1683 – 1728). През 1624 г. клонът Николсбург е издигнат на имперски княз.
Карл Йохан, заедно с по-малкия си брат Франц де Паула (1731 – 1813), завършва училището във Виена, и през 1749 г. започва да следва право в университета в Лайпциг. През 1750 г. става императорски и кралски кемерер, от 1756 до 1763 г. е дипломат и министър в датския двор. След завръщането му той става таен съветник, през 1764 г. е дворцов оберст-щалмайстер и през 1767 г. получава Орден на Златното руно. Той е любимец на император Йозеф II и го придружава в първото му пътуване в Банат, 1769 г. в Италия, в Рим по време на конклава, в Неапол, Флоренция, Парма, Торино и Милано.

## Фамилия
Първи брак: на 30 януари 1764 г. във Виена с Мария Кристина Йозефа фон Тун и Хоенщайн (* 25 април 1738, Прага; † 4 март 1788, Виена), дъщеря на граф Йозеф фон Тун-Хоенщайн (1711 – 1788) и графиня Мария Кристина фон Хоенцолерн-Хехинген (1715 – 1749), дъщеря на граф Херман Фридрих фон Хоенцолерн-Хехинген (1665 – 1733) и графиня Мария Йозефа Терезия фон Йотинген-Шпилберг (1694 – 1738). Съпругата му е дворцова дама на Мария Терезия. Те имат осем деца:
- Йозеф Йохан (* 18 октомври 1764; † 1765)
- Мария Йозефа (* 7 февруари 1766; † 2 юли 1766)
- Франц Йозеф (* 28 или 29 април 1767, Виена; † 8 или 10 юли 1854, Виена), 8. имперски княз, генерал-майор, женен 10/16 юли 1797 г. в Паулслуст при Санкт Петербург за руската графиня Александра Андрейевна Шувалова (* 19 декември 1775; † 10 ноември 1845)
- Терезия (* 11 август 1768, Виена; † 16 септември 1822), омъжена I. на 10 ноември 1787 г. (развод 1788) за граф Филип Йозеф Кински фон Вхинитц и Тетау (* 4 август 1741; † 14 февруари 1827, Прага), II. на 16 февруари 1807 г. във Виена за граф Максимилиан фон Мервелдт (* 29 юли 1764, Вестфален; † 5 юли 1815, Лондон)
- Лудовика Йозефа (* 6 декември 1769; † 2 юни 1771)
- Йохан Баптист Карл (* 31 март 1772; † 10 март 1852)
- Мориц Йозеф Йохан (* 19 февруари 1775, Виена; † 29 август 1864, Виена), 10. княз на Дитрихщайн, рицар на Ордена на Златното руно, женен на 22 септември 1800 г. във Виена за Мария Терезия фон Гилайз (* 16 януари 1779; † 3 септември 1860)
- Йозеф Франц Йохан (* 28 февруари 1780; † 7 януари 1801, убит в битка при Регенсбург).

Втори брак: на Виенския конгрес на 23 юли 1802 г. в „Св. Михаел“ във Виена с Мария Анна фон Балдтауф (Балтрауф), „княгиня Нанерл“ (* 6 февруари 1757; † 25 февруари 1815, Виена), дъщеря на Мелхиор Балдауф. Бракът е бездетен.